# Fiziognomika
Fiziognomika je pseudonauka prema kojoj crte lica, kretanje i držanje tela objašnjavaju duševne i mentalne karakteristike ljudi.
Nauka potiče od stoika, a modernu fiziognomiku popularizovao je u 18. veku Johan Kaspar Lavater (1741—1801).